# 5549 Бобстефанік
5549 Бобстефанік (5549 Bobstefanik) — астероїд головного поясу, відкритий 1 квітня 1981 року.
Тіссеранів параметр щодо Юпітера — 3,370.